# Guido Eugster
Guido Eugster (* 26. Mai 1936 in Dübendorf; † 3. April 2021) war ein Schweizer Sänger und Musikproduzent.

## Werdegang
Der gelernte Kaufmann und Immobilienunternehmer erlangte durch das Trio Eugster, das er mit seinen Brüdern Alex und Viktor bildete, landesweite Bekanntheit. 1971 war er Mitbegründer der Eugster Musikproduktionen AG. Er veräusserte in der Folgezeit seine Immobilienfirma. 
Mitte der 1980er-Jahre zog sich das Gesangstrio weitgehend aus der Öffentlichkeit zurück und Guido Eugster konzentrierte sich wieder auf das Immobiliengeschäft. 
Eugster war an Bauchspeicheldrüsenkrebs erkrankt und starb im Alter von 84 Jahren im April 2021. Er war verheiratet und Vater von zwei Kindern.